# Бё, Тарьей
Та́рьей Бё (норв. Tarjei Bø; род. 29 июля 1988, Стрюн, Согн-ог-Фьюране) — норвежский биатлонист, трёхкратный олимпийский чемпион в эстафетах и трёхкратный призёр Олимпийских игр, 12-кратный чемпион мира (десять раз в эстафетах и дважды в личных гонках). Единственный в мире 7-кратный чемпион мира в мужских эстафетах. Старший брат биатлониста Йоханнеса Тиннеса Бё.

## Спортивная карьера

### Начало карьеры
На своём первом чемпионате мира среди юниоров в США завоевал золотую медаль в индивидуальной гонке, а также серебряную в гонке преследования. В следующем году в Италии Бё взял серебро в гонке преследования и серебро в эстафете. На чемпионате мира 2009 года в Канморе Бё в индивидуальной гонке приехал лишь 23, что не помешало ему взять две бронзы в спринте и гонке преследования. На чемпионате Европы в Уфе Бё оказался самым успешным биатлонистом, он взял золото во всех категориях — индивидуальной гонке, спринте и пасьюте. 26 марта 2009 года Тарьяй дебютировал на этапе Кубка Мира в Ханты-Мансийске, где приехал 61.

#### Юниорские и молодёжные достижения
| Год  | Место проведения | Возраст | Инд | Спр | Пр | Эст |
| ---- | ---------------- | ------- | --- | --- | -- | --- |
| 2006 | ЧМ Преск-Айл     | U19     | 1   | 4   | 2  | 4   |
| 2007 | ЧМ Валь-Мартелло | U19     | 4   | 5   | 2  | 2   |
| 2009 | ЧМ Канмор        | U21     | 23  | 3   | 3  | 6   |
| 2009 | ЧЕ Уфа           | U21     | 1   | 1   | 1  | —   |
| 2009 | ЧЕ Уфа           | U26     | —   | —   | —  | 1   |

| Результат                  | Личные гонки | Личные гонки | Личные гонки | Личные гонки | Личные гонки | Эстафеты | Эстафеты | Эстафеты |
| Результат                  | Инд          | Спр          | Пр           | МС           | Всего        | Эст      | См       | Всего    |
| -------------------------- | ------------ | ------------ | ------------ | ------------ | ------------ | -------- | -------- | -------- |
| 1 место                    | 1            | 2            | 1            | 1            | 5            | 4        | 2        | 6        |
| 2 место                    | —            | 1            | 1            | —            | 2            | 1        | —        | 1        |
| 3 место                    | —            | 2            | 2            | 1            | 5            | 1        | —        | 1        |
| Финиш в 10-ке              | 3            | 9            | 7            | 4            | 23           | 6        | 2        | 8        |
| Финиш в очках              | 6            | 13           | 9            | 6            | 34           | 6        | 2        | 8        |
| Вне очков                  | —            | 4            | —            | —            | 4            | 0        | 0        | 0        |
| Старты                     | 6            | 17           | 9            | 6            | 38           | 6        | 2        | 8        |
| по итогам сезона 2010/2011 |              |              |              |              |              |          |          |          |

### Сезон 2008/2009
Дебютировал в Кубке мира 26 марта 2009 года на последнем, девятом, этапе Кубка мира в Ханты-Мансийске. Занял 61-е место в спринте с тремя промахами, в гонке преследования и масс-старте участия не принимал.

### Сезон 2009/2010
Этот сезон для Бё сложился куда более успешно, нежели прошлый.
Первые два этапа кубка мира в шведском Эстерсунде и австрийском Хохфильцене пропустил. В первой же для себя гонке сезона (индивидуальная гонка на третьем этапе в Поклюке) впервые попал в очковую зону, заняв 37-е место. В спринте впервые принял участие в цветочной церемонии, финишировав четвёртым, но в пасьюте опустился на 12-е место.
Дебютировал в эстафете на четвёртом этапе Кубка мира в немецком Оберхофе, где одержал первую в карьере победу. В спринте занял 25-е место, а в масс-старт не попал.
На пятом этапе Кубка мира в немецком Рупольдинге, в спринте занял 26-е место, в масс-старте финишировал 30-м, а в составе эстафетной команды завоевал серебро. Этап в итальянском Антхольце пропустил.
На Олимпийских играх в Ванкувере принимал участие только в двух гонках. В индивидуальной гонке финишировал на 21-м месте. В эстафете стал олимпийским чемпионом.
На 7-м этапе Кубка мира в финском Контиолахти впервые выиграл смешанную эстафету. В спринте занял только 75-е место и не попал в гонку преследования.
На 8-м этапе Кубка мира в норвежском Хольменколлене занял 22-е место в спринте, а в гонке преследования опустился на 37-е место. В масс-старт не попал.
На последнем 9-м этапе Кубка мира в Ханты-Мансийске занял 26-е место в спринте.
В общем зачёте по итогам сезона Бё занял 43 место, заработав 176 очков.

### Сезон 2010/2011
Сезон 2010/2011 стал для Тарьей самым успешным в карьере. Он одержал пять личных побед, включая индивидуальную гонку в рамках чемпионата мира, и три победы в эстафетах. В сумме Бё 15 раз поднимался на подиум (11 личных и четыре командных).
На первом этапе Кубка мира, проходившем в Эстерсунде, во всех трёх личных гонках останавливался в шаге от пьедестала, став четвёртым в индивидуальной гонке и пасьюте и пятым — в спринте. В Хохфильцене Тарьей одержал победы в спринте, преследовании и эстафете, сократив отставание в общем зачёте от Эмиля Хегле Свендсена до 11 очков.
На этапе в Поклюке занял 12-е место в индивидуальной гонке, а в спринте финишировал вторым с мизерным отставанием от победителя Бьорна Ферри, что позволило ему впервые в жизни надеть жёлтую майку лидера общего зачёта Кубка мира.
Пропустив эстафетную гонку, которой открывался этап в немецком Оберхофе, Тарьяй выиграл спринт, а через два дня — свою первую гонку с массового старта, опередив в спринтерской развязке Эмиля Хегле Свендсена. Эти победы позволили ему увеличить отрыв в Кубке мира до 53 пунктов.
Прошедший через неделю этап в Рупольдинге призовых мест не принёс, но благодаря стабильным выступлениям (5-е место в индивидуальной гонке, 5-е — в спринте и 4-е — в преследовании) Тарьей смог сохранить своё лидерство и жёлтую майку (39 очков преимущества).
На этапе в Антхольце Бё в личных гонках не сумел попасть даже в десятку (51-е место в спринте и 15-е — в масс-старте), благодаря чему успешно выступивший в Италии Свендсен сократил отставание в общем зачёте до 6 очков.
В Преск-Айл Эмиль не приехал, что позволило Бё вновь увеличить отрыв. В спринте норвежец стал четвёртым, в преследовании — шестым. В Форт-Кенте Тарьяй выступил качественно и стабильно, заняв третьи места в спринте, пасьюте и масс-старте. Тем не менее, Свендсен выступил не хуже: на его счету две победы и одно попадание в десятку. После этого этапа отставание Эмиля составило 73 балла.
Стартовавший почти через месяц чемпионат мира в Ханты-Мансийске принёс Бё золото в первой же гонке — смешанной эстафете. Причём именно Тарьей на своём последнем этапе отыграл отставание норвежской сборной и на решающем огневом рубеже в блестящем стиле выиграл тактическую борьбу у Михаэля Грайса. Эта золотая медаль стала первой для Тарьяй на чемпионатах мира. В спринте и преследовании Бё был третьим, а в индивидуальной гонке одержал победу, допустив лишь один промах и опередив серебряного призёра Максима Максимова более чем на 40 секунд. Такие высокие результаты позволили Бё увеличить преимущество над Свендсеном до 93 очков. Кроме того, норвежец досрочно стал обладателем малого хрустального глобуса по программе спринтерских гонок. В составе эстафеты завоевал третье золото на чемпионате мира, а в масс-старте добиться успеха ему помешали два промаха на последней стойке, не позволив таким образом стать призёром во всех гонках.

### Сезон 2012/2013
До Нового года Тарьей не принял участие ни в одной гонке из-за болезни и дебютировал 5 января на этапе в Оберхофе, заняв 25-ю позицию в спринте. В преследовании стал 22-м. Всего до чемпионата мира успел провести лишь пять гонок, однако отобрался на соревнования.
В первой же гонке — смешанной эстафете — блестяще провёл свой третий этап и вновь стал чемпионом мира. Спринт и преследование сложились неудачно: Бё занял 18-е и 17-е места соответственно. В индивидуальной гонке имел шансы на медаль, но два промаха на последней стрельбе не позволили Тарьею подняться на подиум. В эстафете бежал на третьем этапе и отправил Свендсена на дистанцию с убедительным преимуществом, после чего Эмиль довёл дело до победы. Масс-старт Бё пробежал безупречно, не совершив ни одного промаха, и сумел победить, несмотря на преследовавших его Свендсена и Шипулина.

### Сезон 2017/2018
В шведском Эстерсунде проходил первый этап Кубка мира 2017/2018 по биатлону.
2 декабря прошла первая в сезоне мужская спринтерская гонка на 10 км с двумя огневыми рубежами, в которой первенствовал норвежский биатлонист Тарьей Бё. Норвежец допустил один промах, пройдя дистанцию гонки за 22 минуты 40.6 секунды. Серебро завоевал француз Мартен Фуркад, уступивший с одним штрафным кругом победителю всего 0.7 секунды. Замкнул призовую тройку немец Эрик Лессер — +3.7 (1).

### Сезон 2018/19
- 20 февраля 2019 года завоевал серебряную медаль в дебютной индивидуальной гонке чемпионата Европы, который проходит в Беларуси. С 3 штрафными минутами Бё уступил победителю 3,7 сек[2]
- 23 февраля стал победителем спринта. Норвежец допустил один промах на огневом рубеже, но это не помешало ему выиграть гонку.[3]
- 24 февраля победил в гонке преследования, став двукратным Чемпионом Европы.

Принял участие в 5 гонках главного старта сезона — чемпионате мира в шведском Эстерсунде. В спринте с 2-мя промахами занял 13-е место, в преследовании единожды промахнувшись финишировал 4-м, в индивидуальной гонке с 1 штрафной минутой стал бронзовым призёром, в составе норвежской эстафетной сборной завоевал золотую медаль, а в масс-старте с 5 кругами штрафа довольствовался 9-м местом.

### Олимпийские игры 2022 в Пекине

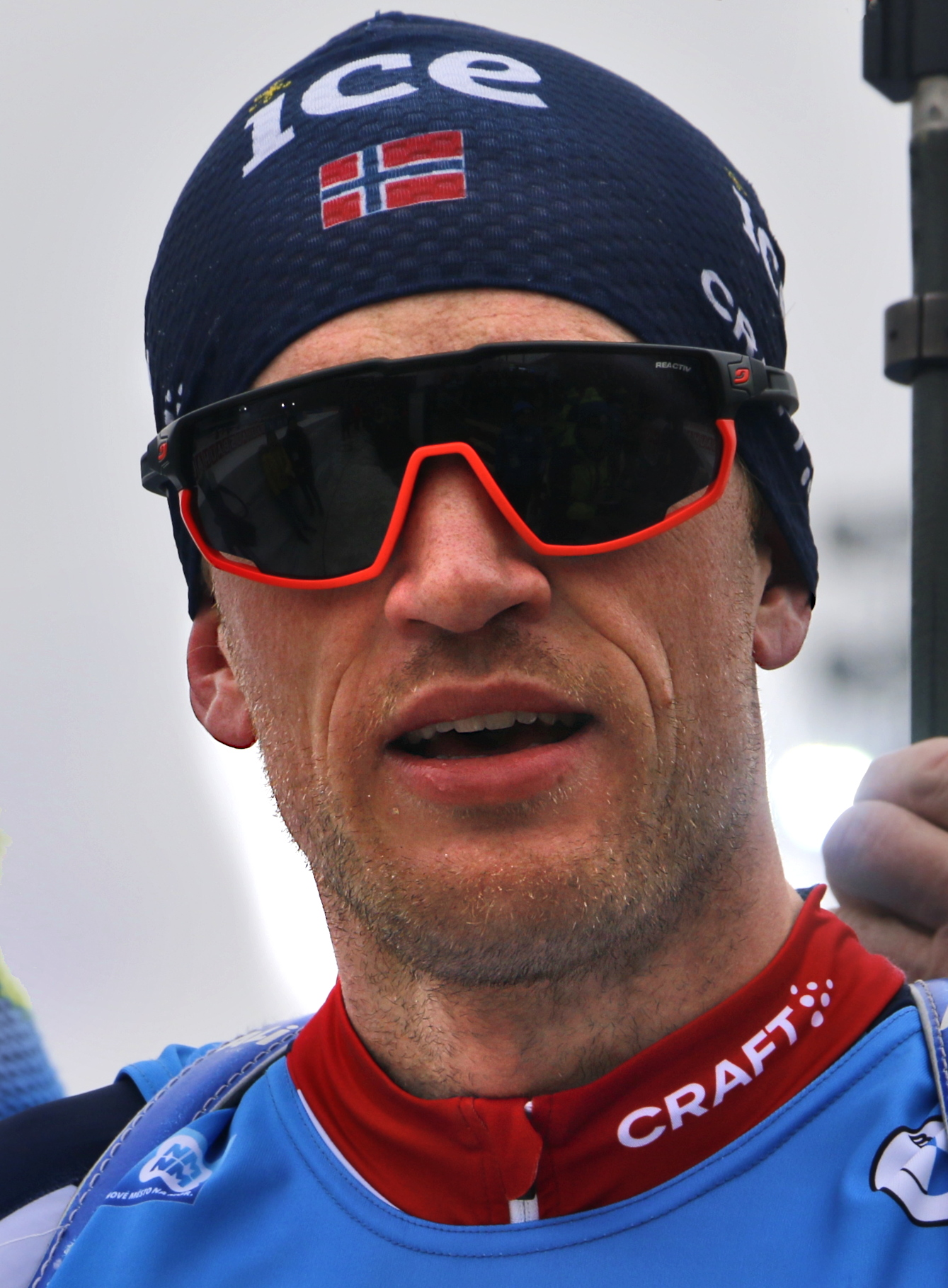
Март 2023 года

В феврале 2022 года на зимних Олимпийских играх в Пекине Тарьей в первый день соревнований в составе смешанной эстафетной команды Норвегии завоевал золотую медаль.
Также успешно выступил в спринте — разделил пьедестал со своим братом, заняв третье место. Эта медаль стала первой личной олимпийской наградой для Тарьея. Младший брат Йоханнес стал олимпийским чемпионом в этой гонке. На следующий день, 13 февраля, Тарьей завоевал серебро в гонке преследования, уступив 28,6 сек французу Кантену Фийону Майе.

### Сезон 2022/23
На чемпионате мира 2023 года в Оберхофе завоевал две медали — серебро в спринте (14,8 сек проигрыша младшему брату) и мужской эстафете.

### Сезон 2023/24
На чемпионате мира 2024 года в Нове-Место завоевал три серебряные медали — смешанная эстафета, индивидуальная гонка, мужская эстафета. Медаль в индивидуальной гонке стала для Бё 25-й на чемпионатах мира. Бё попал в топ-6 во всех 4 личных гонках. Всего он 28 раз за карьеру попадал в топ-10 личных гонок на чемпионатах мира и завоевал 10 медалей (2 золотые, 2 серебряные и 6 бронзовых), как минимум по 2 в каждой из личных дисциплин.

## Результаты на крупнейших соревнованиях

### Зимние Олимпийские игры
6 медалей (3 золотых, 2 серебряные, 1 бронзовая)
| Год  | Место проведения | Спринт | Гонка преследования | Индивид. гонка | Масс-старт | Эстафета | Смешанная эстафета |
| ---- | ---------------- | ------ | ------------------- | -------------- | ---------- | -------- | ------------------ |
| 2010 | Ванкувер         | —      | —                   | 21             | —          | 1        | N/A                |
| 2014 | Сочи             | 39     | 27                  | 26             | —          | 4        | —                  |
| 2018 | Пхёнчхан         | 13     | 4                   | 13             | 8          | 2        | —                  |
| 2022 | Пекин            | 3      | 2                   | 8              | 12         | 1        | 1                  |

### Чемпионаты мира
28 медалей (12 золотых, 7 серебряных, 9 бронзовых)
| Год  | Место проведения | Спринт | Гонка преследования | Индивид. гонка | Масс-старт | Эстафета | Смешанная эстафета | Сингл-микст |
| ---- | ---------------- | ------ | ------------------- | -------------- | ---------- | -------- | ------------------ | ----------- |
| 2011 | Ханты-Мансийск   | 3      | 3                   | 1              | 3          | 1        | 1                  | N/A         |
| 2012 | Рупольдинг       | 17     | 7                   | 18             | 17         | 1        | —                  | N/A         |
| 2013 | Нове-Место       | 18     | 17                  | 12             | 1          | 1        | 1                  | N/A         |
| 2015 | Контиолахти      | 3      | 3                   | 25             | 3          | 2        | 3                  | N/A         |
| 2016 | Осло             | 54     | 31                  | 22             | 6          | 1        | 3                  | N/A         |
| 2017 | Хохфильцен       | 14     | 9                   | —              | 14         | 8        | —                  | N/A         |
| 2019 | Эстерсунд        | 13     | 4                   | 3              | 9          | 1        | —                  | —           |
| 2020 | Антерсельва      | 4      | 6                   | 6              | 4          | 2        | 1                  | —           |
| 2021 | Поклюка          | 9      | 14                  | 70             | 6          | 1        | —                  | —           |
| 2023 | Оберхоф          | 2      | 4                   | 7              | 9          | 2        | —                  | —           |
| 2024 | Нове-Место       | 6      | 5                   | 2              | 4          | 2        | 2                  | —           |
| 2025 | Ленцерхайде      | 10     | 10                  | 10             | 18         | 1        | —                  | —           |

### Сводная статистика в Кубке мира
| 2024/2025 Итоги | 2024/2025 Итоги | Контиолахти | Контиолахти | Контиолахти | Контиолахти | Контиолахти | Контиолахти | Хохфильцен | Хохфильцен | Хохфильцен | Анси | Анси | Анси | Оберхоф | Оберхоф | Оберхоф | Оберхоф | Рупольдинг | Рупольдинг | Рупольдинг | Антхольц | Антхольц | Антхольц | ЧМ Ленцерхайде | ЧМ Ленцерхайде | ЧМ Ленцерхайде | ЧМ Ленцерхайде | ЧМ Ленцерхайде | ЧМ Ленцерхайде | ЧМ Ленцерхайде | Нове-Место | Нове-Место | Нове-Место | Поклюка | Поклюка | Поклюка | Поклюка | Осло | Осло | Осло |
| Очков           | Место           | Осм         | См          | Эст         | КорИнд      | Спр         | МС          | Спр        | Пр         | Эст        | Спр  | Пр   | МС   | Спр     | Пр      | Осм     | См      | Инд        | Эст        | МС         | Спр      | Эст      | Пр       | См             | Спр            | Пр             | Инд            | Осм            | Эст            | МС             | Спр        | Пр         | Эст        | КорИнд  | МС      | См      | Осм     | Спр  | Пр   | МС   |
| 679             | 8               | —           | —           | 2           | 25          | 7           | 8           | 24         | 10         | 2          | —    | —    | 1    | 16      | 2       | —       | 3       | 14         | 4          | 12         | 1        | 2        | 2        | —              | 10             | 10             | 10             | —              | 1              | 18             | 22         | 13         | 2          | 15      | 8       | —       | —       | DNS  | —    | 23   |

| 2023/2024 Итоги | 2023/2024 Итоги | Эстерсунд | Эстерсунд | Эстерсунд | Эстерсунд | Эстерсунд | Эстерсунд | Хохфильцен | Хохфильцен | Хохфильцен | Ленцерхайде | Ленцерхайде | Ленцерхайде | Оберхоф | Оберхоф | Оберхоф | Рупольдинг | Рупольдинг | Рупольдинг | Антхольц | Антхольц | Антхольц | Антхольц | ЧМ Нове-Место | ЧМ Нове-Место | ЧМ Нове-Место | ЧМ Нове-Место | ЧМ Нове-Место | ЧМ Нове-Место | ЧМ Нове-Место | Осло | Осло | Осло | Осло | Солджер Холлоу | Солджер Холлоу | Солджер Холлоу | Канмор | Канмор | Канмор |
| Очков           | Место           | Осм       | См        | Инд       | Эст       | Спр       | Пр        | Спр        | Пр         | Эст        | Спр         | Пр          | МС          | Спр     | Пр      | Эст     | Эст        | Спр        | Пр         | КорИнд   | Осм      | См       | МС       | См            | Спр           | Пр            | Инд           | Осм           | Эст           | МС            | Инд  | МС   | Осм  | См   | Эст            | Спр            | Пр             | Спр    | Пр     | МС     |
| 1080            | 2               | —         | 2         | 26        | 1         | 2         | 4         | 1          | 3          | 1          | 14          | 8           | 3           | 7       | 4       | 1       | 1          | 3          | 7          | 2        | —        | 1        | 6        | 2             | 6             | 5             | 2             | —             | 2             | 4             | 2    | 7    | —    | 3    | 1              | 7              | 2              | 3      | 5      | 5      |

| 2022/2023 Итоги | 2022/2023 Итоги | Контиолахти | Контиолахти | Контиолахти | Контиолахти | Хохфильцен | Хохфильцен | Хохфильцен | Анси | Анси | Анси | Поклюка | Поклюка | Поклюка | Поклюка | Рупольдинг | Рупольдинг | Рупольдинг | Антхольц | Антхольц | Антхольц | ЧМ Оберхоф | ЧМ Оберхоф | ЧМ Оберхоф | ЧМ Оберхоф | ЧМ Оберхоф | ЧМ Оберхоф | ЧМ Оберхоф | Нове-Место | Нове-Место | Нове-Место | Нове-Место | Эстерсунд | Эстерсунд | Эстерсунд | Осло | Осло | Осло |
| Очков           | Место           | Инд         | Эст         | Спр         | Пр          | Спр        | Эст        | Пр         | Спр  | Пр   | МС   | Спр     | Пр      | Осм     | См      | Инд        | Эст        | МС         | Спр      | Пр       | Эст      | См         | Спр        | Пр         | Инд        | Осм        | Эст        | МС         | Спр        | Пр         | См         | Осм        | Инд       | Эст       | МС        | Спр  | Пр   | МС   |
| 684             | 6               | 53          | 1           | 18          | 9           | 39         | —          | 16         | 14   | 15   | 6    | 2       | 3       | —       | —       | 10         | 1          | 4          | 14       | 11       | 1        | —          | 2          | 4          | 7          | —          | 2          | 9          | 2          | 2          | —          | —          | —         | —         | —         | 20   | 12   | 7    |

| 2021/2022 Итоги | 2021/2022 Итоги | Эстерсунд | Эстерсунд | Эстерсунд | Эстерсунд | Эстерсунд | Хохфильцен | Хохфильцен | Хохфильцен | Анси | Анси | Анси | Оберхоф | Оберхоф | Оберхоф | Оберхоф | Рупольдинг | Рупольдинг | Рупольдинг | Антхольц | Антхольц | Антхольц | ОИ Пекин (*) | ОИ Пекин (*) | ОИ Пекин (*) | ОИ Пекин (*) | ОИ Пекин (*) | ОИ Пекин (*) | Контиолахти | Контиолахти | Контиолахти | Отепяя | Отепяя | Отепяя | Отепяя | Хольменколлен | Хольменколлен | Хольменколлен |
| Очков           | Место           | Инд       | Спр       | Спр       | Эст       | Пр        | Спр        | Пр         | Эст        | Спр  | Пр   | МС   | Спр     | См      | Осм     | Пр      | Спр        | Эст        | Пр         | Инд      | МС       | Эст      | См           | Инд          | Спр          | Пр           | Эст          | МС           | Эст         | Спр         | Пр          | Спр    | МС     | См     | Осм    | Спр           | Пр            | МС            |
| 601             | 6               | 2         | 12        | 8         | 1         | 28        | 5          | 5          | 1          | 15   | 7    | 3    | 7       | 1       | —       | 3       | —          | —          | —          | 2        | 13       | 1        | 1            | 8            | 3            | 2            | 1            | 12           | —           | —           | —           | 10     | 13     | —      | —      | 13            | 15            | 30            |

| 2020/2021 Итоги | 2020/2021 Итоги | Контиолахти | Контиолахти | Контиолахти | Контиолахти | Контиолахти | Хохфильцен | Хохфильцен | Хохфильцен | Хохфильцен | Хохфильцен | Хохфильцен | Оберхоф | Оберхоф | Оберхоф | Оберхоф | Оберхоф | Оберхоф | Оберхоф | Антхольц | Антхольц | Антхольц | ЧМ Поклюка | ЧМ Поклюка | ЧМ Поклюка | ЧМ Поклюка | ЧМ Поклюка | ЧМ Поклюка | ЧМ Поклюка | Нове-Место | Нове-Место | Нове-Место | Нове-Место | Нове-Место | Нове-Место | Нове-Место | Эстерсунд | Эстерсунд | Эстерсунд |
| Очков           | Место           | Инд         | Спр         | Спр         | Эст         | Пр          | Спр        | Эст        | Пр         | Спр        | Пр         | МС         | Спр     | Пр      | См      | Сусм    | Спр     | Эст     | МС      | Инд      | МС       | Эст      | См         | Спр        | Пр         | Инд        | Сусм       | Эст        | МС         | Эст        | Спр        | Пр         | Спр        | Пр         | Сусм       | См         | Спр       | Пр        | МС        |
| 893             | 4               | 12          | 15          | 1           | 1           | 12          | 11         | 2          | 7          | 14         | 7          | 3          | 2       | 3       | —       | —       | 13      | 2       | 1       | 15       | 12       | 2        | —          | 9          | 14         | 70         | —          | 1          | 6          | 3          | 5          | 1          | 2          | 6          | 1          | —          | 3         | 10        | 6         |

| 2019/2020 Итоги | 2019/2020 Итоги | Эстерсунд | Эстерсунд | Эстерсунд | Эстерсунд | Эстерсунд | Хохфильцен | Хохфильцен | Хохфильцен | Анси | Анси | Анси | Оберхоф | Оберхоф | Оберхоф | Рупольдинг | Рупольдинг | Рупольдинг | Поклюка | Поклюка | Поклюка | Поклюка | ЧМ Антхольц | ЧМ Антхольц | ЧМ Антхольц | ЧМ Антхольц | ЧМ Антхольц | ЧМ Антхольц | ЧМ Антхольц | Нове-Место | Нове-Место | Нове-Место | Контиолахти | Контиолахти | Контиолахти | Контиолахти | Хольменколлен | Хольменколлен | Хольменколлен |
| Очков           | Место           | См        | Сусм      | Спр       | Инд       | Эст       | Спр        | Пр         | Эст        | Спр  | Пр   | МС   | Спр     | Эст     | МС      | Спр        | Эст        | Пр         | Инд     | См      | Сусм    | МС      | См          | Спр         | Пр          | Инд         | Сусм        | Эст         | МС          | Спр        | Эст        | МС         | Спр         | Пр          | См          | Сусм        | Спр           | Пр            | МС            |
| 740             | 4               | 2         | —         | 2         | 6         | 1         | 6          | 6          | 1          | 2    | 4    | 3    | 24      | —       | 25      | 28         | 2          | 7          | 6       | 2       | —       | 9       | 1           | 4           | 6           | 6           | —           | 2           | 4           | 3          | 1          | 10         | 5           | 18          | отм         | отм         | отм           | отм           | отм           |

| 2018/2019 Итоги | 2018/2019 Итоги | Поклюка | Поклюка | Поклюка | Поклюка | Поклюка | Хохфильцен | Хохфильцен | Хохфильцен | Нове-Место | Нове-Место | Нове-Место | Оберхоф | Оберхоф | Оберхоф | Рупольдинг | Рупольдинг | Рупольдинг | Антхольц | Антхольц | Антхольц | Канмор | Канмор | Канмор | Солт-Лейк сити | Солт-Лейк сити | Солт-Лейк сити | Солт-Лейк сити | ЧМ Эстерсунд | ЧМ Эстерсунд | ЧМ Эстерсунд | ЧМ Эстерсунд | ЧМ Эстерсунд | ЧМ Эстерсунд | ЧМ Эстерсунд | Хольменколлен | Хольменколлен | Хольменколлен |
| Очков           | Место           | Сусм    | СЭ      | Инд     | Спр     | Пр      | Спр        | Пр         | Эст        | Спр        | Пр         | МС         | Спр     | Пр      | Эст     | Спр        | Эст        | МС         | Спр      | Пр       | МС       | Инд    | Эст    | Спр    | Спр            | Пр             | Сусм           | См             | См           | Спр          | Пр           | Инд          | Сусм         | Эст          | МС           | Спр           | Пр            | МС            |
| 724             | 6               | —       | 6       | 35      | 4       | 6       | 28         | 12         | 2          | 8          | 3          | 16         | 8       | 13      | 7       | 2          | 1          | 10         | 16       | 15       | 24       | —      | —      | —      | —              | —              | —              | —              | —            | 13           | 4            | 3            | —            | 1            | 9            | 5             | 2             | 10            |

| 2017/2018 Итоги | 2017/2018 Итоги | Эстерсунд | Эстерсунд | Эстерсунд | Эстерсунд | Эстерсунд | Хохфильцен | Хохфильцен | Хохфильцен | Анси | Анси | Анси | Оберхоф | Оберхоф | Оберхоф | Рупольдинг | Рупольдинг | Рупольдинг | Антхольц | Антхольц | Антхольц | ОИ Пхёнчхан (*) | ОИ Пхёнчхан (*) | ОИ Пхёнчхан (*) | ОИ Пхёнчхан (*) | ОИ Пхёнчхан (*) | ОИ Пхёнчхан (*) | Контиолахти | Контиолахти | Контиолахти | Контиолахти | Хольменколлен | Хольменколлен | Хольменколлен | Тюмень | Тюмень | Тюмень |
| Очков           | Место           | ОСЭ       | СЭ        | Инд       | Спр       | Пр        | Спр        | Пр         | Эст        | Спр  | Пр   | МС   | Спр     | Пр      | Эст     | Инд        | Эст        | МС         | Спр      | Пр       | МС       | Спр             | Пр              | Инд             | МС              | См              | Эст             | Спр         | Сусм        | См          | МС          | Спр           | Пр            | Эст           | Спр    | Пр     | МС     |
| 591             | 7               | —         | —         | 20        | 1         | 19        | 14         | 5          | —          | 48   | 20   | 11   | 5       | 3       | 3       | —          | 1          | 5          | 22       | 29       | 2        | 13              | 4               | 13              | 8               | —               | 2               | 33          | —           | 3           | 20          | 26            | 12            | 1             | 16     | 20     | 6      |

| 2016/2017 Итоги | 2016/2017 Итоги | Эстерсунд | Эстерсунд | Эстерсунд | Эстерсунд | Эстерсунд | Поклюка | Поклюка | Поклюка | Нове-Место | Нове-Место | Нове-Место | Оберхоф | Оберхоф | Оберхоф | Рупольдинг | Рупольдинг | Рупольдинг | Антхольц | Антхольц | Антхольц | ЧМ Хохфильцен | ЧМ Хохфильцен | ЧМ Хохфильцен | ЧМ Хохфильцен | ЧМ Хохфильцен | ЧМ Хохфильцен | Пхёнчхан | Пхёнчхан | Пхёнчхан | Контиолахти | Контиолахти | Контиолахти | Контиолахти | Хольменколлен | Хольменколлен | Хольменколлен |
| Очков           | Место           | Сусм      | См        | Инд       | Спр       | Пр        | Спр     | Пр      | Эст     | Спр        | Пр         | МС         | Спр     | Пр      | МС      | Эст        | Спр        | Пр         | Инд      | Эст      | МС       | См            | Спр           | Пр            | Инд           | Эст           | МС            | Спр      | Пр       | Эст      | Спр         | Пр          | Сусм        | См          | Спр           | Пр            | МС            |
| 219             | 36              | —         | —         | —         | —         | —         | —       | —       | —       | —          | —          | —          | —       | —       | —       | —          | —          | —          | —        | —        | —        | —             | 14            | 9             | —             | 8             | 14            | —        | —        | —        | 32          | 11          | —           | —           | 6             | 14            | 12            |

| 2015/2016 Итоги | 2015/2016 Итоги | Эстерсунд | Эстерсунд | Эстерсунд | Эстерсунд | Хохфильцен | Хохфильцен | Хохфильцен | Поклюка | Поклюка | Поклюка | Рупольдинг | Рупольдинг | Рупольдинг | Рупольдинг | Рупольдинг | Рупольдинг | Антхольц | Антхольц | Антхольц | Канмор | Канмор | Канмор | Преск-Айл | Преск-Айл | Преск-Айл | ЧМ Хольменколлен | ЧМ Хольменколлен | ЧМ Хольменколлен | ЧМ Хольменколлен | ЧМ Хольменколлен | ЧМ Хольменколлен | Ханты-Мансийск | Ханты-Мансийск | Ханты-Мансийск |
| Очков           | Место           | СМ        | Инд       | Спр       | Пр        | Спр        | Пр         | Эст        | Спр     | Пр      | МС      | Спр        | Пр         | МС         | Инд        | Эст        | МС         | Спр      | Пр       | Эст      | Спр    | МС     | СМ     | Спр       | Пр        | Эст       | СМ               | Спр              | Пр               | Инд              | Эст              | МС               | Спр            | Пр             | МС             |
| 708             | 6               | 1         | 22        | 29        | 4         | 3          | 4          | 2          | 9       | 4       | 18      | 2          | 4          | 3          | 11         | 1          | 11         | 3        | 8        | —        | —      | —      | —      | 8         | 19        | 1         | 3                | 54               | 31               | 22               | 1                | 6                | 35             | 12             | —              |

| 2014/2015 Итоги | 2014/2015 Итоги | Эстерсунд | Эстерсунд | Эстерсунд | Эстерсунд | Хохфильцен | Хохфильцен | Хохфильцен | Поклюка | Поклюка | Поклюка | Оберхоф | Оберхоф | Оберхоф | Рупольдинг | Рупольдинг | Рупольдинг | Анхтольц | Анхтольц | Анхтольц | Нове-Место | Нове-Место | Нове-Место | Нове-Место | Хольменколен | Хольменколен | Хольменколен | ЧМ Контиолахти | ЧМ Контиолахти | ЧМ Контиолахти | ЧМ Контиолахти | ЧМ Контиолахти | ЧМ Контиолахти | Ханты-Мансийск | Ханты-Мансийск | Ханты-Мансийск |
| Очков           | Место           | СМ        | Инд       | Спр       | Пр        | Спр        | Эст        | Пр         | Спр     | Пр      | МС      | Эст     | Спр     | МС      | Эст        | Спр        | МС         | Спр      | Пр       | Эст      | Сусм       | См         | Спр        | Пр         | Инд          | Спр          | Эст          | СМ             | Спр            | Пр             | Инд            | Эст            | МС             | Спр            | Пр             | МС             |
| 493             | 19              | —         | 29        | 15        | 14        | 6          | 3          | 6          | 7       | 16      | 6       | —       | —       | —       | —          | —          | —          | 46       | 25       | 1        | —          | 1          | 59         | 50         | —            | —            | —            | 3              | 3              | 3              | 25             | 2              | 3              | 50             | 11             | 3              |

| 2013/2014 Итоги | 2013/2014 Итоги | Эстерсунд | Эстерсунд | Эстерсунд | Эстерсунд | Хохфильцен | Хохфильцен | Хохфильцен | Анси | Анси | Анси | Оберхоф | Оберхоф | Оберхоф | Рупольдинг | Рупольдинг | Рупольдинг | Анхтольц | Анхтольц | Анхтольц | ОИ Сочи (*) | ОИ Сочи (*) | ОИ Сочи (*) | ОИ Сочи (*) | ОИ Сочи (*) | ОИ Сочи (*) | Поклюка | Поклюка | Поклюка | Контиолахти | Контиолахти | Контиолахти | Хольменколен | Хольменколен | Хольменколен |
| Очков           | Место           | СМ        | Инд       | Спр       | Пр        | Спр        | Эст        | Пр         | Эст  | Спр  | Пр   | Спр     | Пр      | МС      | Эст        | Инд        | Пр         | Спр      | Пр       | Эст      | СМ          | Спр         | Пр          | Инд         | Эст         | МС          | Спр     | Пр      | МС      | Спр         | Спр         | Пр          | Спр          | Пр           | МС           |
| 263             | 29              | 2         | 37        | 30        | —         | 4          | 1          | 3          | —    | —    | —    | 30      | 13      | 3       | 9          | 37         | 6          | —        | —        | —        | —           | 39          | 27          | 26          | 4           | —           | 29      | 23      | DNS     | —           | —           | —           | —            | —            | —            |

| 2012/2013 Итоги | 2012/2013 Итоги | Эстерсунд | Эстерсунд | Эстерсунд | Эстерсунд | Хохфильцен | Хохфильцен | Хохфильцен | Поклюка | Поклюка | Поклюка | Оберхоф | Оберхоф | Оберхоф | Рупольдинг | Рупольдинг | Рупольдинг | Анхтольц | Анхтольц | Анхтольц | ЧМ Нове-Место | ЧМ Нове-Место | ЧМ Нове-Место | ЧМ Нове-Место | ЧМ Нове-Место | ЧМ Нове-Место | Хольменколлен | Хольменколлен | Хольменколлен | Сочи | Сочи | Сочи | Ханты-Мансийск | Ханты-Мансийск | Ханты-Мансийск |
| Очков           | Место           | СМ        | Инд       | Спр       | Пр        | Спр        | Пр         | Эст        | Спр     | Пр      | МС      | Эст     | Спр     | Пр      | Эст        | Спр        | МС         | Спр      | Пр       | Эст      | СМ            | Спр           | Пр            | Инд           | Эст           | МС            | Спр           | Пр            | МС            | Инд  | Спр  | Эст  | Спр            | Пр             | МС             |
| 518             | 15              | —         | —         | —         | —         | —          | —          | —          | —       | —       | —       | —       | 25      | 22      | 2          | 7          | 14         | —        | —        | —        | 1             | 18            | 17            | 12            | 1             | 1             | 1             | 2             | 7             | 15   | 8    | 4    | 31             | 13             | 7              |

| 2011/2012 Итоги | 2011/2012 Итоги | Эстерсунд | Эстерсунд | Эстерсунд | Хохфильцен | Хохфильцен | Хохфильцен | Хохфильцен | Хохфильцен | Хохфильцен | Оберхоф | Оберхоф | Оберхоф | Нове Место | Нове Место | Нове Место | Анхтольц | Анхтольц | Анхтольц | Хольменколлен | Хольменколлен | Хольменколлен | Контиолахти | Контиолахти | Контиолахти | ЧМ Рупольдинг | ЧМ Рупольдинг | ЧМ Рупольдинг | ЧМ Рупольдинг | ЧМ Рупольдинг | ЧМ Рупольдинг | Ханты-Мансийск | Ханты-Мансийск | Ханты-Мансийск |
| Очков           | Место           | Инд       | Спр       | Пр        | Спр        | Пр         | Эст        | Спр        | Пр         | СМ         | Эст     | Спр     | МС      | Инд        | Спр        | Пр         | Спр      | Эст      | МС       | Спр           | Пр            | МС            | Спр         | Пр          | СМ          | СМ            | Спр           | Пр            | Инд           | МС            | Эст           | Спр            | Пр             | МС             |
| 680             | 7               | 25        | 2         | 4         | 6          | 2          | 1          | 1          | 4          | —          | —       | —       | —       | 13         | 20         | 21         | 40       | 11       | 22       | 28            | 20            | 9             | 59          | DNS         | —           | —             | 17            | 7             | 18            | 17            | 1             | 6              | 5              | 9              |

| 2010/2011 Итоги | 2010/2011 Итоги | Эстерсунд | Эстерсунд | Эстерсунд | Хохфильцен | Хохфильцен | Хохфильцен | Поклюка | Поклюка | Поклюка | Оберхоф | Оберхоф | Оберхоф | Рупольдинг | Рупольдинг | Рупольдинг | Антхольц | Антхольц | Антхольц | Преск-Айл | Преск-Айл | Преск-Айл | Форт-Кент | Форт-Кент | Форт-Кент | ЧМ Ханты-Мансийск | ЧМ Ханты-Мансийск | ЧМ Ханты-Мансийск | ЧМ Ханты-Мансийск | ЧМ Ханты-Мансийск | ЧМ Ханты-Мансийск | Хольменколлен | Хольменколлен | Хольменколлен |
| Очков           | Место           | Инд       | Спр       | Пр        | Спр        | Пр         | Эст        | Инд     | Спр     | См      | Эст     | Спр     | МС      | Инд        | Спр        | Пр         | Спр      | МС       | Эст      | Спр       | См        | Пр        | Спр       | Пр        | МС        | См                | Спр               | Пр                | Инд               | Эст               | МС                | Спр           | Пр            | МС            |
| 1110            | 1               | 4         | 5         | 4         | 1          | 1          | 1          | 12      | 2       | —       | —       | 1       | 1       | 5          | 5          | 4          | 51       | 15       | 3        | 4         | —         | 6         | 3         | 3         | 3         | 1                 | 3                 | 3                 | 1                 | 1                 | 4                 | 44            | 2             | 8             |

| 2009/2010 Итоги | 2009/2010 Итоги | Эстерсунд | Эстерсунд | Эстерсунд | Хохфильцен | Хохфильцен | Хохфильцен | Поклюка | Поклюка | Поклюка | Оберхоф | Оберхоф | Оберхоф | Рупольдинг | Рупольдинг | Рупольдинг | Антхольц | Антхольц | Антхольц | Зимние Олимпийские Игры 2010 | Зимние Олимпийские Игры 2010 | Зимние Олимпийские Игры 2010 | Зимние Олимпийские Игры 2010 | Зимние Олимпийские Игры 2010 | Контиолахти | Контиолахти | Контиолахти | Хольменколлен | Хольменколлен | Хольменколлен | Ханты-Мансийск | Ханты-Мансийск | Ханты-Мансийск |
| Очков           | Место           | Инд       | Спр       | Эст       | Спр        | Пр         | Эст        | Инд     | Спр     | Пр      | Эст     | Спр     | МС      | Спр        | МС         | Эст        | Инд      | Спр      | Пр       | Спр                          | Пр                           | Инд                          | МС                           | Эст                          | См          | Спр         | Пр          | Спр           | Пр            | МС            | Спр            | МС             | См             |
| 176             | 43              | —         | —         | —         | —          | —          | —          | 37      | 4       | 12      | 1       | 25      | —       | 26         | 30         | 2          | —        | —        | —        | —                            | —                            | 21                           | —                            | 1                            | 1           | 75          | —           | 22            | 37            | —             | 26             | —              | —              |

| 2008/2009 Итоги | 2008/2009 Итоги | Эстерсунд | Эстерсунд | Эстерсунд | Хохфильцен | Хохфильцен | Хохфильцен | Хохфильцен | Хохфильцен | Хохфильцен | Оберхоф | Оберхоф | Оберхоф | Рупольдинг | Рупольдинг | Рупольдинг | Антхольц | Антхольц | Антхольц | ЧМ Пхёнчхан | ЧМ Пхёнчхан | ЧМ Пхёнчхан | ЧМ Пхёнчхан | ЧМ Пхёнчхан | ЧМ Пхёнчхан | Уистлер | Уистлер | Уистлер | Тронхейм | Тронхейм | Тронхейм | Ханты-Мансийск | Ханты-Мансийск | Ханты-Мансийск |
| Очков           | Место           | Инд       | Спр       | Пр        | Спр        | Пр         | Эст        | Спр        | Инд        | Эст        | Эст     | Спр     | МС      | Эст        | Спр        | Пр         | Спр      | Пр       | МС       | Спр         | Пр          | Инд         | См          | МС          | Эст         | Инд     | Спр     | Эст     | Спр      | Пр       | МС       | Спр            | Пр             | МС             |
| 0               | —               | —         | —         | —         | —          | —          | —          | —          | —          | —          | —       | —       | —       | —          | —          | —          | —        | —        | —        | —           | —           | —           | —           | —           | —           | —       | —       | —       | —        | —        | —        | 61             | —              | —              |

Общий зачёт в Кубке мира
- 2009/2010 — 43-е место (176 очков)
- 2010/2011 — 1-е место (1110 очков)
- 2011/2012 — 7-е место (680 очков)
- 2012/2013 — 15-е место (518 очков)
- 2013/2014 — 29-е место (263 очка)
- 2014/2015 — 19-е место (493 очка)
- 2015/2016 — 5-е место (708 очка)
- 2016/2017 — 36-е место (219 очков)
- 2017/2018 — 7-е место (591 очко)
- 2018/2019 — 6-е место (724 очка)
- 2019/2020 — 4-е место (740 очков)
- 2020/2021 — 4-е место (893 очка)
- 2021/2022 — 6-е место (601 очко)
- 2022/2023 — 6-е место (684 очка)
- 2023/2024 — 2-е место (1080 очков)
- 2024/2025 — 8-е место (679 очков)

## Личная жизнь
Мать — Аслауг, отец — Клемент, в семье — пятеро детей. Тарьей — средний ребёнок, старше его — брат Расмус и сестра Мартина, младше — братья Йоханнес и Гёте. Йоханнес и Гёте, как и Тарьей, занимаются биатлоном. 
С 2017 г. встречался с телепродюсером Гитой Симонсен, пара поженилась 6 июля 2024 г. В 2022 году родился сын Арон.